# Azad Qaraqoyunlu
Azad Qaraqoyunlu è un comune dell'Azerbaigian situato nel distretto di Tərtər. Conta una popolazione di 2 487 abitanti.